# John Steuart Curry
John Steuart Curry (ur. 14 listopada 1897 w Dunavant, w stanie Kansas, Stany Zjednoczone, zm. 29 sierpnia 1946 w Madison, w stanie Wisconsin) – amerykański malarz, muralista i ilustrator; jeden z czołowych przedstawicieli ruchu regionalistycznego, obok Granta Wooda i Thomasa Harta Bentona.

## Życiorys
Curry urodził się w północno-wschodniej części stanu Kansas. Dorastał na farmie rodzinnej. Uczęszczał do Kansas City Art Institute, a następnie, w 1916 roku, do Art Institute of Chicago. Edukację kontynuował w Paryżu (1926–1927). Karierę artystyczną rozpoczął jako niezależny ilustrator w Leonia, w stanie New Jersey. Na początku lat 20. jego ilustracje były szeroko publikowane w ilustrowanych magazynach, takich jak Boy Life, Country Gentleman i Saturday Evening Post. W 1923 roku Curry ożenił się Clarą Derrick. W latach 1924–1936 mieszkał w Greenwich Village, a następnie w Westport, w stanie Connecticut. Gdy w 1932 roku żona zmarła, w 1934 roku ożenił się z Kathleen Gould.
W latach 20. i 30. Curry przeszedł od ilustracji do malowania obrazów, odnosząc sukces na wystawach i w sprzedaży swoich prac. Jego Chrzest w Kansas, namalowany w 1928 roku, zakupiła w roku 1931 Gertrude Vanderbilt Whitney. Obraz ten przyniósł mu nie tylko uznanie, ale i środki na kontynuowanie kariery malarskiej. W 1932 roku inny jego obraz, Wiosenny deszcz, został zakupiony przez Metropolitan Museum of Art.
W latach 1932–1934 Curry wykładał w Cooper Union i Art Students League of New York. W 1934 roku namalował pierwsze murale w ramach Federal Art Project. W 1936 roku został mianowany artystą-rezydentem na University of Wisconsin College of Agriculture w ramach programu opracowanego przez socjologa wsi Johna Burtona. Celem jego pobytu było zaspokojenie potrzeb edukacyjnych mieszkańców obszarów wiejskich w Kansas. Curry pozostał na tym stanowisku aż do swojej śmierci w 1946 roku, realizując swoje zadania poprzez wykłady i wizyty grup mieszkańców z całego stanu. Od 1940 roku pomagał też w organizowaniu corocznych wystaw sztuki w ramach UW’s Farm and Home Week. W zamian za swoją pracę otrzymywał wynagrodzenie, miał też do dyspozycji studio na kampusie i swobodę wykonywania własnej pracy.
W czerwcu 1937 roku grupa redaktorów gazet rozpoczęła akcję na rzecz zlecenia Curry’emu namalowania murali w Kansas State Capitol. Podczas gdy publiczność obserwowała pracę Curry’ego, powstały kontrowersje co do wyboru tematu przez artystę i sposobu jego przedstawienia. Latem 1942 roku z powodu konfliktów i krytyki Curry zaprzestał prac nad malowidłami. Odrzucono jego wniosek dotyczący usunięcia niektórych włoskich marmurów z rotundy. Curry w proteście porzucił pracę i nigdy nie podpisał swoich murali. Do najbardziej znanych jego prac należy Tragiczne preludium, przedstawiające Johna Browna. Curry powrócił do Wisconsin, aby kontynuować działalność edukacyjną. Zmarł w1946 roku na zawał serca w Madison. Pochowany został w Winchester.

## Galeria

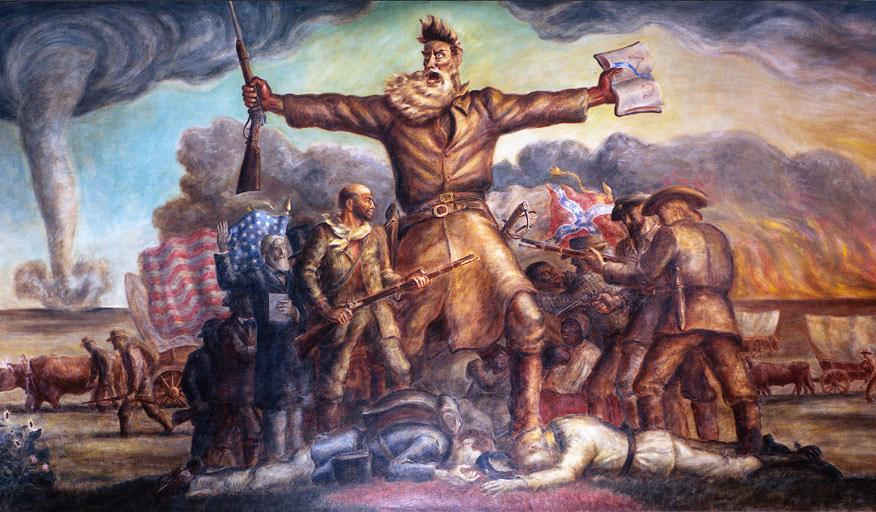
Tragiczne preludium, 1937–1942, w zbiorach Kansas State Capitol
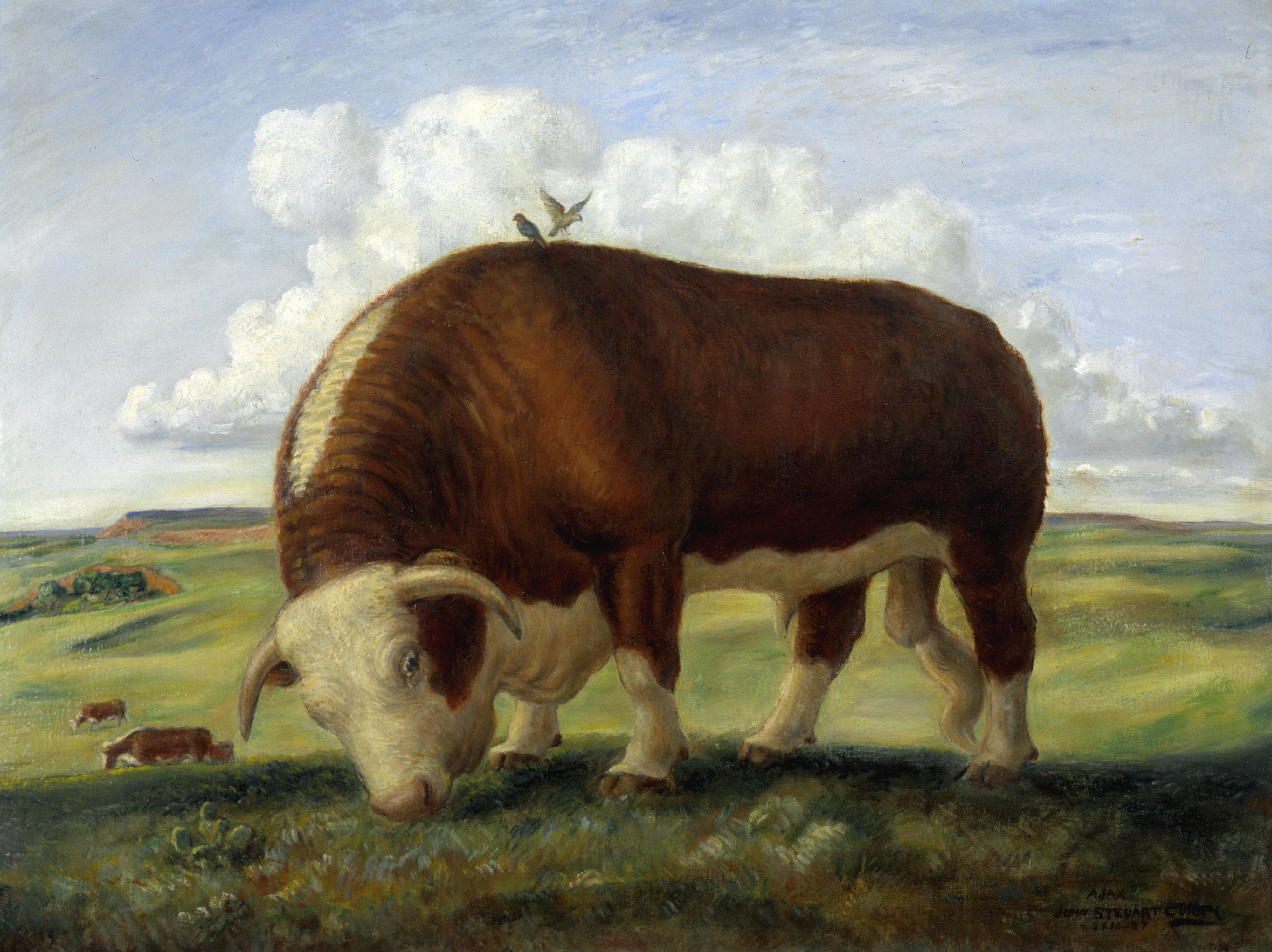
Ajax, 193–1937, w zbiorach Smithsonian
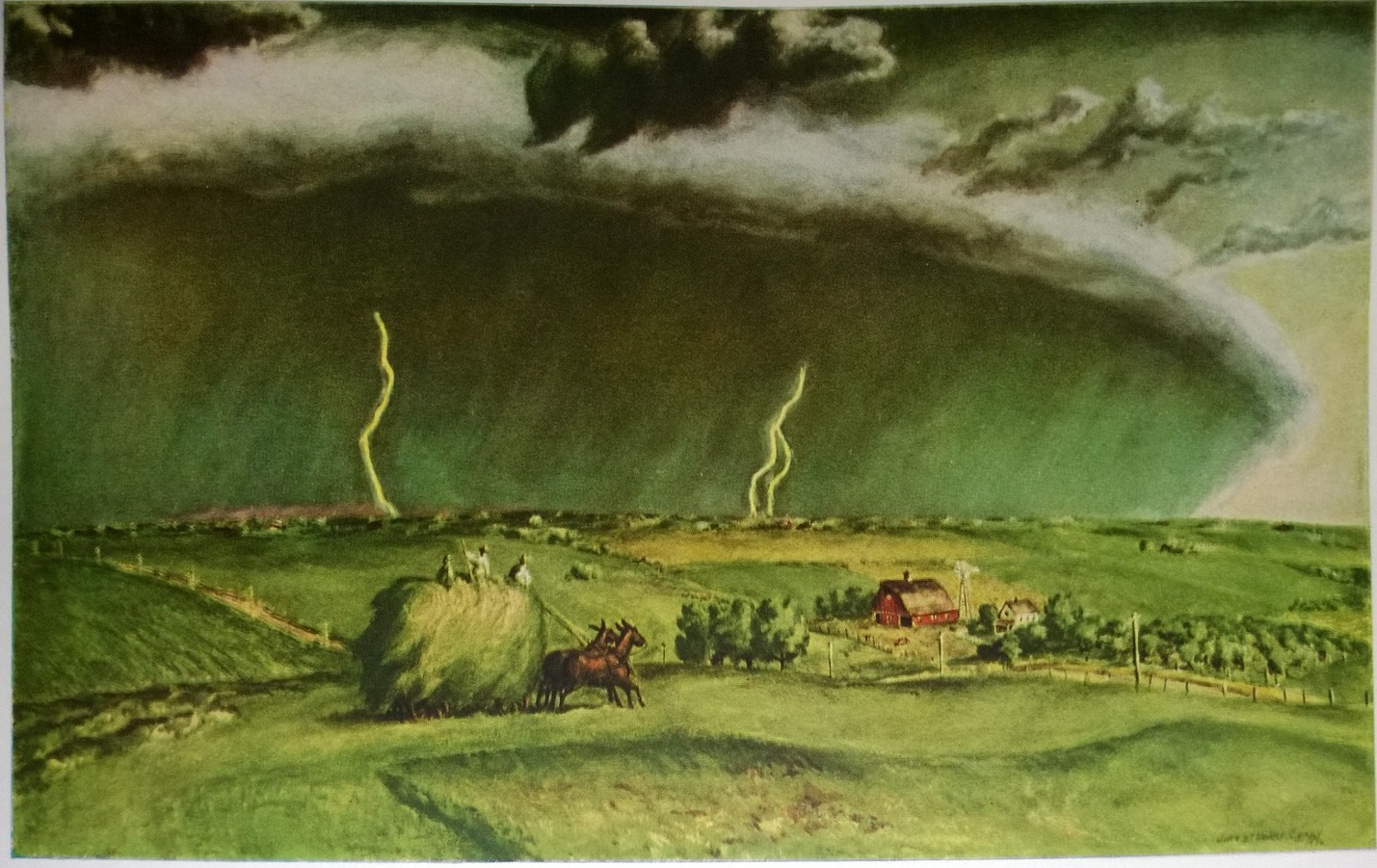
The Line Storm, 1935, w prywatnej kolekcji